# Франсіско Рохас Рохас
Франсіско Улісес Рохас Рохас (ісп. Francisco Ulises Rojas Rojas, нар. 22 липня 1974, Ла-Серена) — чилійський футболіст, що грав на позиції лівого захисника.
Виступав, зокрема, за клуби «Коло-Коло» та «Штурм» (Грац), а також національну збірну Чилі.

## Клубна кар'єра
У дорослому футболі дебютував 1993 року виступами за команду клубу «Депортес Ла-Серена», в якій того року взяв участь у 23 матчах чемпіонату.
Згодом з 1994 по 1995 рік грав за «Коло-Коло», після чого отримав запрошення до іспанського «Тенерифе». В Іспанії провів один сезон, проте не зміг пробитися до «основи» «Тенерифе» і 1996 року повернувся на батьківщину до «Коло-Коло». Цього разу відіграв за команду із Сантьяго наступні п'ять сезонів своєї ігрової кар'єри. Більшість часу, проведеного у складі «Коло-Коло», був основним гравцем захисту команди.
2001 року знову вирішив спробувати сили в Європі, уклавши контракт зі «Штурмом» (Грац). В Австрії гравцеві вдалося стати основним лівим захисником команди і провести у складі «Штурма» чотири роки своєї кар'єри гравця.
2005 року, після завершення контракту з австрійським клубом повернувся на батьківщину, де приєднався до команди клубу «Уніон Еспаньйола».
Завершив професійну ігрову кар'єру 2011 року у клубі «Депортес Ла-Серена», кольори якого захищав з 2007.

## Виступи за збірні
1992 року залучався до складу молодіжної збірної Чилі.
1995 року дебютував в офіційних матчах у складі національної збірної Чилі. Протягом кар'єри у національній команді, яка тривала 11 років, провів у формі головної команди країни 32 матчі, забивши 1 гол.
У складі збірної був учасником чемпіонату світу 1998 року у Франції, розіграшу Кубка Америки 1999 року у Парагваї. На світовій першості взяв участь у всіх трьох іграх групового етапу, за результатами яких чилійці з другого місця вийшли до плей-оф.